# Post Greenland
 Пошта Гренландії (дан. Post Greenland) — національний оператор поштового зв'язку Гренландії зі штаб-квартирою в Нууці. Є державною компанією, яка підпорядкована Королеві Данії через уряд Гренландії. Член Всесвітнього поштового союзу.